# Lipovac (żupania karlowacka)
Lipovac – wieś w Chorwacji, w żupanii karlowackiej, w gminie Rakovica. W 2011 roku liczyła 27 mieszkańców.